# BMW UKL-Plattform
Die UKL-Plattform (UKL=Untere Klasse) ist eine Automobil-Plattform, die von BMW entwickelt wurde. Sie ist modular aufgebaut, um für verschiedene front- und allradgetriebene Autos des Konzerns verwendet werden zu können, und es gibt zwei Varianten, UKL 1 und UKL 2.
Das erste Serienfahrzeug auf dieser Plattform war der 2014 erschienene Mini, der in seinen verschiedenen Karosserieformen die internen Modellbezeichnungen F56; F55 und F57 trägt.
Von der UKL-Plattform abgeleitet ist die auch für Hybrid- und Elektrofahrzeuge geeignete FAAR („Frontantriebsarchitektur“).

## UKL1
Auf Basis der Plattform gebaute Modelle:
- Mini (F56) (2014–2024)
- Mini 5-Türer (F55) (2014–2024)
- Mini Cabrio (F57) (2016–2024)
- Mini (F66) (seit 2024)
- Mini 5-Türer (F65) (seit 2024)
- Mini Cabrio (F67) (seit 2025)

## UKL2
Auf Basis der Plattform gebaute Modelle:
- Mini Clubman (F54) (2016–2024)
- BMW 2er Active Tourer (F45) (2014–2021)
- BMW 2er Active Tourer (U06) (seit 2021)[4]
- BMW 2er Gran Tourer (F46) (2015–2022)
- BMW X1 (F48) (2015–2022)
- BMW X1 (U11) (seit 2022)
- BMW X2 (F39) (2018–2023)
- BMW X2 (U10) (seit 2024)
- Zinoro 60H (F48) (2017–2020) – China
- Mini Countryman (F60) (2017–2023)
- Mini Countryman (U25) (seit 2023)
- BMW 1er Limousine (F52) (2017–2023) – China
- BMW 1er (F40) (2019–2024)[5]
- BMW 1er (F70) (seit 2024)
- BMW 2er Gran Coupé (F44) (2020–2024)
- BMW 2er Gran Coupé (F74) (seit 2025)